# Vioolconcert (Sibelius)
Jean Sibelius componeerde zijn enige Vioolconcert in de jaren 1903, 1904 en 1905. De compositie kwam in twee fasen. Er waren geruchten over een tweede vioolconcert, maar sporen daarvan zijn niet teruggevonden.

## Geschiedenis
Sibelius was zelf begonnen als violist, maar werd niet goed genoeg bevonden (ook door hemzelf niet). De eerste tekenen dat Sibelius ideeën had voor een vioolconcert zijn terug te vinden in een brief van 18 september 1899 aan zijn vrouw. Sibelius bevond zich toen in Berlijn voor de eerste uitvoering van zijn vernieuwde versie van het symfonisch gedicht En Saga. Rond die tijd ontmoette de componist Willy Burmester, een sterviolist in die dagen, die al eerder concertmeester was geweest van het Helsinki Stadsorkest, internationaal bekend als de Helsinki Orchestral Society. Burmester bevond zich in Duitsland nadat hij het orkest verlaten had in 1895.
Het ontstaan van het concert verliep uiterst moeizaam. Sibelius bevond zich steeds op een snijvlak van problemen; hij was van oorsprong Zweedstalig (Zweden was lange tijd de baas in Finland), maar streefde naar meer Finse onafhankelijkheid. Qua levenswijze stelde hij vaste regels op voor zijn omgeving om te kunnen componeren, maar verloor zich soms aan de alcohol. In 1903 begon hij aan het concert. Burmester leefde in de veronderstelling dat het werk voor hem werd geschreven en dat hij ook de eerste uitvoering in maart 1904 zou geven. Echter geldproblemen bij Sibelius zorgden ervoor dat de eerste uitvoering werd gegeven op een moment dat Burmester niet naar Finland kon komen. Burmester wilde de première in Berlijn geven, maar die vond uiteindelijk plaats in Helsinki door Viktor Novacek op 8 februari 1904 (met herhalingen op 10 en 14 februari) met het Helsinki Stadsorkest onder leiding van de componist. Novacek was destijds vioolleermeester aan de Helsinki muziekacademie, tegenwoordig Sibeliusacademie. Die uitvoeringen bleken een ramp; critici maaiden zowel de solist als het werk neer (“ronduit saai”) en ook Sibelius zelf was niet tevreden. Burmester wilde na de ongunstige recensies wel naar Helsinki komen om een echte première te geven in oktober 1904, maar in juni had Sibelius het werk al teruggenomen. Deze versie verdween in de la.

### Herstart
In 1905 begon Sibelius aan een grondige revisie van zijn vioolconcert. De definitieve versie (1905) kwam in dat jaar gereed, met een oog gericht op de eerste uitvoering tijdens een concertreeks in Berlijn waarbij Richard Strauss de dirigent was. De beoogde solist was opnieuw Burmester, maar deze solist had geen ruimte in zijn rooster. Op 19 oktober 1905 vond de eerste uitvoering plaats met concertmeester Karl Halír als solist en de Hofkapelle Berlin onder leiding van Strauss. De tweede cadens in deel 1 werd geschrapt en het deel verloor meer dan 40 maten. Over het algemeen werd de eerste versie grover van opzet gevonden, meer richting Beethoven, de tweede was verfijnder. In 1905 maakte deze tweede versie een zegetocht langs de zalen; ze maakt deel uit van het standaardrepertorie aan vioolconcerten. Burmester heeft het werk nooit gespeeld en de opdracht aan hem werd ingetrokken.

## Muziek
Het concert is op klassieke wijze opgebouwd en bestaat uit drie delen:
1. Allegro moderato (d mineur in alla breve)
2. Adagio di molto (bes majeur in vierkwartsmaat)
3. Allegro (ma non tanto) (d majeur in driekwartsmaat)

De muziek doet sommige luisteraars denken aan een verklanking van de sfeer van de Finse meren: op sommige plekken zwart en rustig, op andere plekken vol beroering en licht. De vergelijking gaat dan naar lange in het gehoor liggende melodielijnen, waarbij de volle klank van de viool wordt benut tot aan het hoge register, opgevolgd door virtuoze passages, waarbij de violist vingers tekort lijkt te komen.
Het eerste deel opent met zeer zacht pulserende strijkers. Het eerste thema in de soloviool wordt geëchood door de klarinet. Meer lage houtblazersnoten en de pauken begeleiden de viool daarna in een lange virtuoze passage met cadens-achtige arpeggio’s en dubbelgrepen. De strijkers komen daarna met het tweede thema, dat in een lange indrukwekkende cadens zijn doorwerking krijgt door de soloviool. In het coda komen alle thema’s nog eens terug, zowel in de viool als het orkest.
Het lyrische tweede deel begint met een korte introductie van het orkest, leidend naar een gezongen solo van de viool over een begeleiding van pizzicato strijkers, het eerste gedeelte ook omlijst met dissonante akkoorden in de koperblazers.
Het derde deel opent met het thema in de soloviool. Het bijna walsachtige tweede thema wordt weer gespeeld door het orkest, waarop de soloviool dit thema overneemt en varieert, met de nodige arpeggio’s en dubbelgrepen, waarin ook het eerste thema weer terugkomt. Nu is het orkest aan de beurt, begeleid door de soloviool met trillers en flageoletten. De spanning wordt door beide partijen nu opgebouwd naar het slot. Het concert eindigt in een arpeggio naar de hoge D, waarna het orkest het stuk afsluit met een eenvoudige unisono hoge D.

### Orkestratie 1904-versie
- Soloviool
- 2 fluiten, 2 hobo’s, 2 klarinetten, 2 fagotten
- 4 hoorns, 2 trompetten, 3 trombones, geen tuba
- pauken
- violen, altviolen, celli, contrabassen

## Discografie
De eerste plaatopname op 78 toeren werd gespeeld door Jascha Heifetz; in 1936 werd het concert opgenomen met het London Philharmonic Orchestra onder leiding van Thomas Beecham, daarna volgden nog talloze opnamen. De eerste versie is in 1991 uitgebracht op cd; de familie Sibelius gaf uiteindelijk toestemming voor een opname aan BIS Records, aangezien dat label het gehele oeuvre van Sibelius op schijf wilde zetten. Solist was Leonidas Kavakos, met het Symfonieorkest van Lahti o.l.v. Osmo Vänskä. Ter vergelijking werd op dezelfde cd ook de latere versie toegevoegd. 